# Instituto de Ensino Secundário Emilio Campuzano

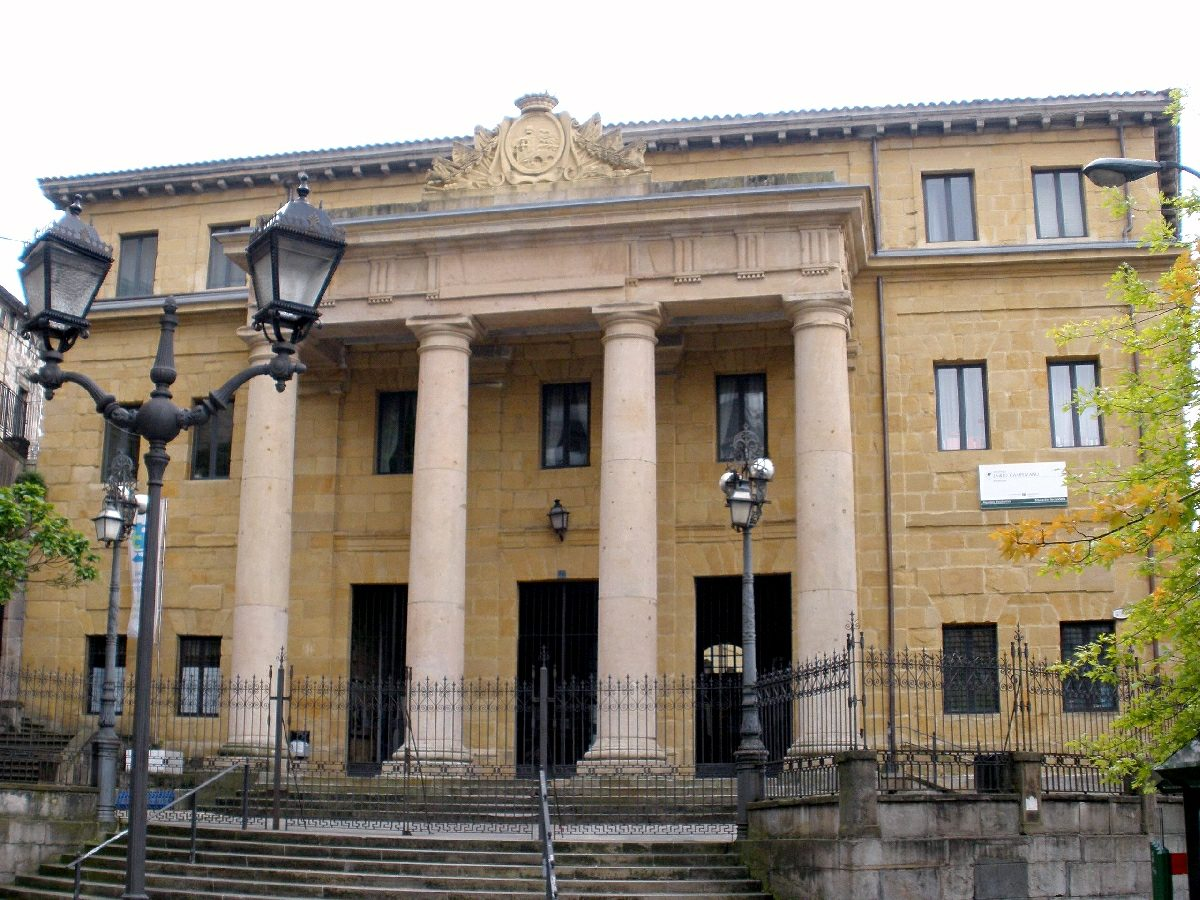
Bilbau - Instituto Emilio Campuzano

O Instituto de Ensino Secundário Emilio Campuzano, é uma instituição de ensino, localizada na cidade de Bilbau, capital da província basca de Bizkaia no norte da Espanha. O nome da escola é em homenagem a Emilio Campuzano (1850-1938) um destacado engenheiro de Bilbau.  
Em 1835, Gabriel Benito Orbegozo foi o arquiteto do projeto, o qual ele mesmo construiu. A prédio antes havia sido um Hospital Civil. Em 10 de fevereiro de 1879, o prefeito de Bilbau, Pablo Atzolaren, toma a iniciativa e o Conselho da Província de Bizkaia e o Conselho da Cidade de Bilbao, criam a Escola de Artes e Ofícios de Bilbau. Hoje, abrigada no Instituto de Educação Secundária Emilio Campuzano.   
O edifício foi construído em estilo neoclássico. Diversos aspectos da construção foram levados em consideração, tais como a salubridade, ventilação e luz solar, consistindo de uma estrutura modular em forma de lança, que era bastante comum, com pátio aberto. Esse estilo já estava consolidado na Inglaterra, e na França já estava em uso em alguns hospitais.